# Roniit (album)
Roniit è l'omonimo album in studio di debutto della cantautrice statunitense Roniit, pubblicato il 16 giugno 2011. Il suo stile è stato definito dall'autrice "Dark Electro Pop".

## Antefatti e promozione
Nel 2011 Roniit si è laureata in Music Business presso la sede di Denver dell'Università del Colorado; durante i suoi studi ha iniziato a produrre musica per gioco col programma Logic Pro. Con l'aiuto del suo ragazzo di allora, il batterista death metal Eric W. Brown, ha composto e prodotto l'album Roniit con un budget molto ristretto.
Il brano Infernal Anxiety è stato sfruttato per la promozione dell'album, anche grazie a due suoi remix. Invece Enslaved è stato usato per una performance durante il primo episodio della sesta stagione del programma televisivo Mamme sull'orlo di una crisi da ballo, andato in onda il 5 gennaio 2016.

## Tracce
Testi e musiche di Roniit.
1. Infernal Anxiety – 3:55
2. Stronger – 3:02
3. Now or Never – 3:37
4. Home – 3:51
5. You Were Trained – 4:04
6. Interlude – 1:37
7. Tomorrow – 3:35
8. Missing You – 3:41
9. Cover My Eyes – 3:54
10. Enslaved – 3:52
11. Carry Me Away – 3:19
12. Most Extreme Infernal Anxiety – 4:17
13. DJSE Infernal Anxiety Remix – 4:52

## Formazione
- Roniit - voce, sintetizzatore, pianoforte, produzione
- Eric W. Brown - produzione, missaggio
- Andrija Tokic - mastering
- David York - chitarra elettrica (tracce 5 e 7)
- Joey Truscelli - chitarra (traccia 4)
- Malcolm Pugh - assolo di chitarra (traccia 5)
- Magic Hammer - remix (traccia 12)
- DJSE - remix (traccia 13)
- Hannah Purmort - artwork di copertina, foto
- Lucas Wilson - foto